# Neuharlingersiel
Neuharlingersiel – miejscowość i gmina uzdrowiskowa  w Niemczech, w kraju związkowym Dolna Saksonia, w powiecie Wittmund, wchodzi w skład gminy zbiorowej Esens.

## Geografia
Gmina Neuharlingersiel położona jest bezpośrednio nad wybrzeżem Morza Północnego.

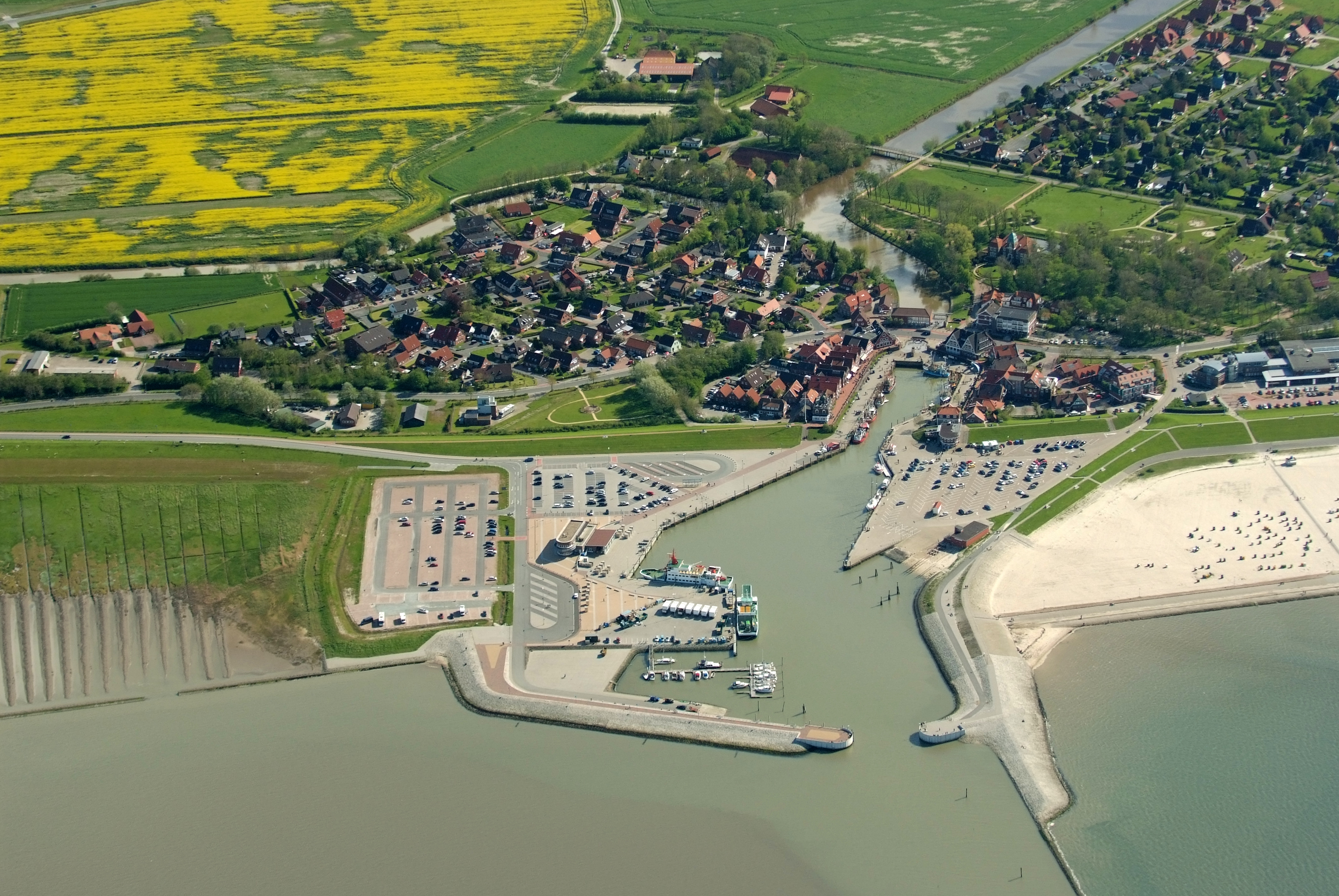
Widok na miejscowość z lotu ptaka

## Dzielnice gminy
W skład obszaru gminy wchodzą następujące dzielnice:
- Altharlingersiel
- Ostbense
- Seriem